# B3 (bolsa de valores)
A B3 (estilizado como [B]³ em referência às letras iniciais de Brasil, Bolsa, Balcão) é uma bolsa de valores brasileira sediada na cidade de São Paulo. Funciona de forma autorregulada sob a supervisão da Comissão de Valores Mobiliários (CVM) e seu indicador de referência é o Ibovespa.
Além da sede localizada no centro da capital paulista na Praça Antônio Prado, a B3 mantém outras unidades na avenida Faria Lima e em Alphaville. Também possui escritórios de representação em Londres e em Xangai, para oferecer suporte aos participantes desses mercados nas atividades com os clientes estrangeiros e no relacionamento com os órgãos reguladores, além de divulgar seus produtos e práticas de governança a potenciais investidores.
Em 2017, era a quinta maior bolsa de mercado de capitais e financeiro do mundo, com patrimônio de 13 bilhões de dólares. O recorde histórico de maior valor de mercado ocorreu em 29 de agosto de 2014, quando as então 328 companhias listadas valiam 2,595 trilhões de reais.
Sua dimensão tem origem no processo de concentração que remonta à década de 2000, quando passou a estar ligada a todas as bolsas de valores brasileiras a partir de um processo de integração das mesmas, concentrando para si toda a negociação de ações do mercado de capitais do Brasil. Além disso, a B3 resulta de fusões nesse período. Seu formato atual advém da fusão da Bolsa de Valores, Mercadorias e Futuros de São Paulo (BM&FBOVESPA) com a Central de Custódia e de Liquidação Financeira de Títulos (CETIP), aprovada pela Comissão de Valores Mobiliários (CVM) e pelo Conselho Administrativo de Defesa Econômica (CADE) em 22 de março de 2017. Por seu turno, a BM&FBOVESPA surgiu em 8 de maio de 2008 pela fusão da Bolsa de Valores de São Paulo (Bovespa), cuja criação remonta a 1890, com a Bolsa de Mercadorias e Futuros (BM&F), fundada em 1917.

## História

### Fundação daBolsa Livre

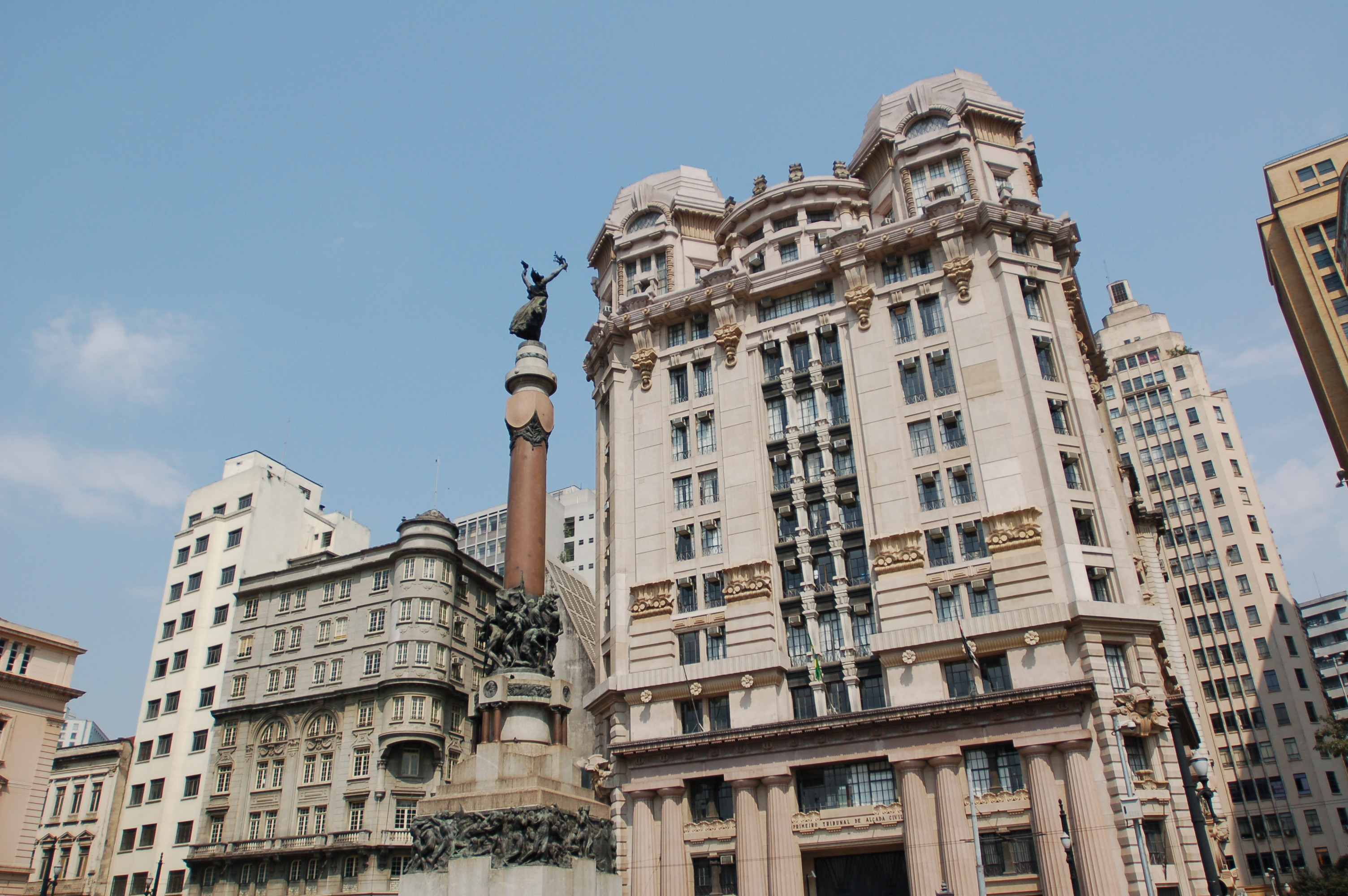
Edifício Palácio do Café (à direita da estátua), próximo ao Pátio do Colégio, uma das primeiras sedes da bolsa.

Em 23 de agosto de 1890 foi fundada pelo presidente Emílio Rangel Pestana a Bolsa Livre, que seria o embrião da Bolsa de Valores de São Paulo (Bovespa). A Bolsa Livre encerrou suas atividades em 1891, em decorrência da política do Encilhamento. Quatro anos depois, em 1895, foi aberta a Bolsa de Fundos Públicos de São Paulo, que deu continuidade à evolução do mercado de capitais brasileiro. No ano de 1934, instalou-se no Palácio do Café, localizado próximo ao Pátio do Colégio. No ano seguinte, seu nome foi alterado para Bolsa Oficial de Valores de São Paulo.
Até meados da década de 1960, a Bovespa e as demais bolsas brasileiras eram entidades oficiais corporativas, vinculadas às secretarias de finanças (atuais Secretarias da Fazenda estaduais). Eram 27 bolsas de valores em todo o Brasil, dos governos estaduais e compostas por corretores nomeados pelo poder público. Com as reformas do sistema financeiro nacional e do mercado de capitais que foram implementadas nos anos de 1965 e 1966, as bolsas assumiram a característica institucional, transformando-se em associações civis sem fins lucrativos, com autonomia administrativa, financeira e patrimonial. A antiga figura individual do corretor de fundos públicos, que eram os corretores autônomos de confiança de cada investidor, foi substituída pela da sociedade corretora ou as atuais corretoras de valores, empresa constituída sob a forma de copiar a sociedade por ações nominativas ou por cotas de responsabilidade limitada. Em 1967, a entidade passou a ser denominada Bolsa de Valores de São Paulo.

### Integração das bolsas nacionais e surgimento da Bovespa

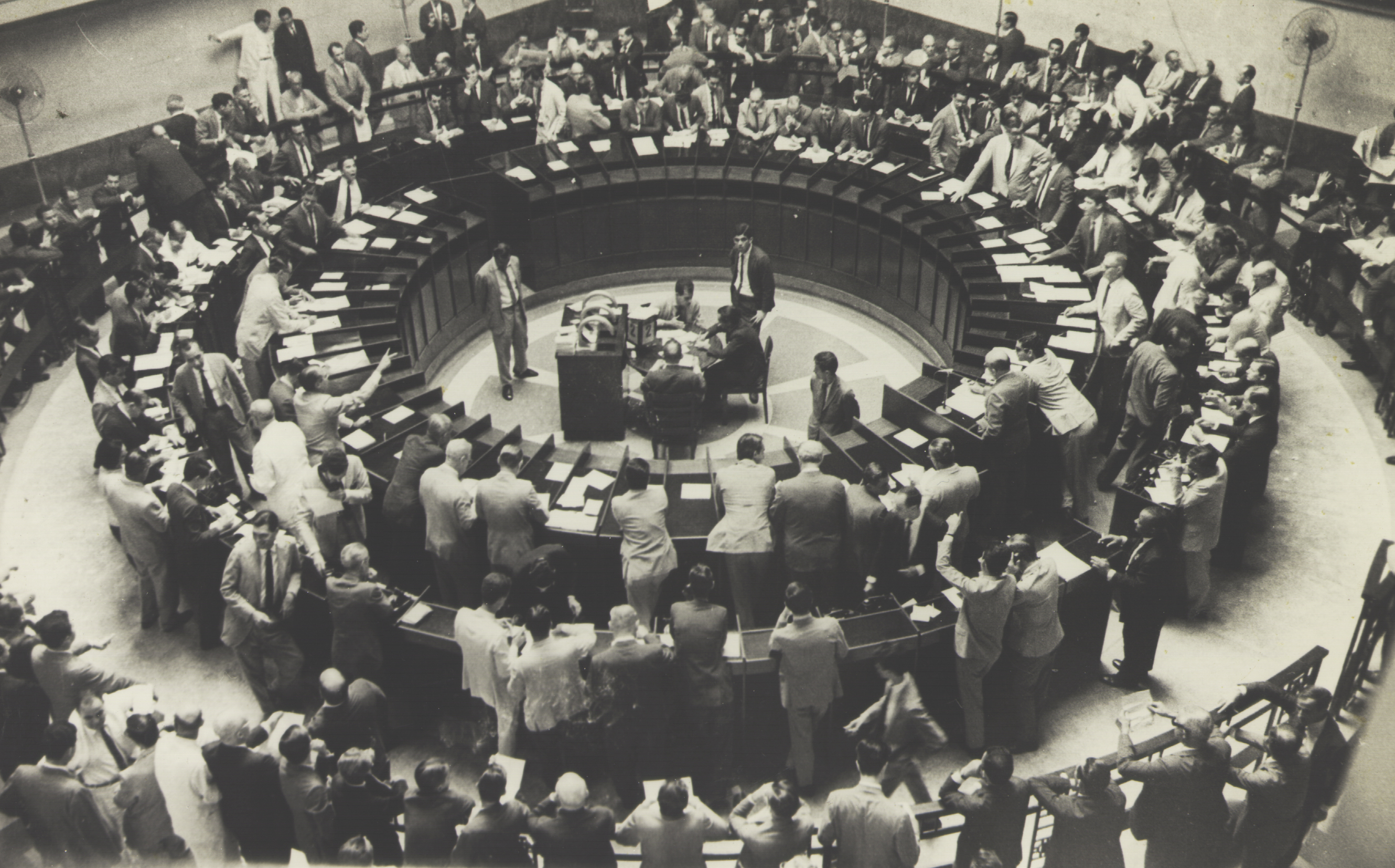
Pregão de Bolsa meados do século XX.

Desde o início dos mercado de capitais no Brasil, durante a fase final do período colonial, a Bolsa de Valores do Rio de Janeiro foi o grande mercado de ações do país. No entanto, a partir da década de 1970, em decorrência dos efeitos do Crash de 1971, começou a perder espaço gradativamente para a Bovespa. Em junho de 1971, tem início o segundo crash de maior impacto econômico interno da história do Brasil.
Em 2000, as duas bolsas comandaram a assinatura de um acordo de integração das nove bolsas de valores brasileiras. O documento estabelecia que as ações de companhias abertas e os títulos privados em geral seriam negociados na Bovespa, enquanto a BVRJ se encarregaria do mercado eletrônico de títulos da dívida pública, lançado em agosto daquele ano. No mesmo ano, as bolsas de valores de São Paulo (BOVESPA), do Rio de Janeiro (BVRJ), de Minas-Espírito Santo-Brasília (BOVMESB), do Extremo Sul (BVES), de Santos, da Bahia-Sergipe-Alagoas (BOVESBA), de Pernambuco e Paraíba (BOVAPP), do Paraná (BVPR) e a Regional (BVRg) foram integradas. Desde então a Bovespa passou a concentrar toda a negociação de ações do Brasil, e as bolsas regionais mantiveram as atividades de desenvolvimento do mercado e de prestação de serviços às suas praças locais.

### Atentados
Em 15 de maio de 1968, uma bomba explodiu na sede da Bolsa de Valores de São Paulo, na Rua XV de Novembro, no centro da cidade. Esse atentado ocorreu durante um período de forte repressão política no Brasil, no auge da ditadura militar. A explosão causou danos materiais, mas não há registro de mortes. Foi interpretada como um protesto político contra o regime e o sistema financeiro.
Em 16 de maio de 1983, houve um atentado a bomba que destruiu a porta principal da Bolsa de Valores de São Paulo. A explosão causou danos materiais, mas não houve vítimas fatais. O atentado foi atribuído a grupos de esquerda radical, em protesto contra o regime militar e o sistema financeiro. Esse episódio está entre os vários atos de resistência armada ou atentados que ocorreram no Brasil durante o período final da ditadura militar (1964–1985), especialmente na década de 1980, quando a pressão por redemocratização era crescente.

### Atentado frustrado
Em 23 de outubro de 2002, a Polícia Civil de São Paulo revelou pela impressa, após investigação, que a sede da bolsa havia sido escolhida como alvo de um atentado terrorista que seria perpetrado pela facção criminosa Primeiro Comando da Capital (PCC), com ameaças de uso de explosivos. O ataque acabou não ocorrendo por causa da prisão de Petronilha Maria de Carvalho Felício, que fez com que os integrantes da facção desistissem do ato.

### Fusão entre Bovespa e BM&F

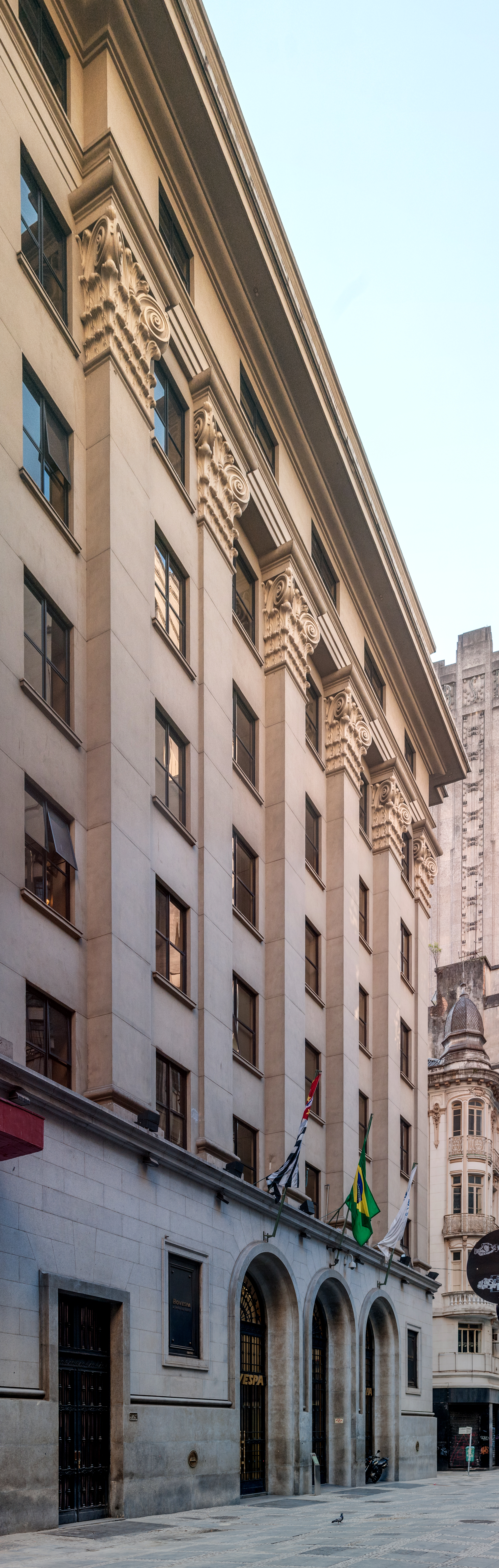
Fachada da sede da B3 na capital paulista.

A Bolsa de Mercadorias e Futuros (BM&F) foi a maior bolsa de comércio brasileira até a sua fusão com a Bovespa. Ela consistia em uma sociedade mercantil criada por empresas, corretoras de valores e bancos. Nela, diferentemente da Bovespa, não se negociavam ativos mercantis societários (ações). Em vez disso, eram negociados contratos de mercadorias (principalmente commodities) e derivativos, à vista ou para pagamento futuro. Localizava-se na cidade de São Paulo e operava principalmente com taxa de câmbio, taxa de juros, café, açúcar, soja, gado bovino, milho e ouro.
A Bolsa de Mercadorias de São Paulo (BMSP) foi criada por empresários paulistas, ligados à exportação, ao comércio e à agricultura, em 26 de outubro de 1917. Foi a primeira no Brasil a trabalhar com operações a termo (compra e venda sob condição de entrega futura). Alcançou com o tempo rica tradição na negociação de contratos agropecuários, particularmente café, boi gordo e algodão. Em julho de 1985, surge a Bolsa Mercantil de Futuros, que já utilizava a sigla BM&F. Seus pregões começam a funcionar em 31 de janeiro de 1986. Em pouco tempo, a bolsa conquista posição invejável entre suas congêneres, ao oferecer à negociação de produtos financeiros em diversas modalidades operacionais.
Em 9 de maio de 1991 as duas bolsas fecharam acordo para unir suas atividades operacionais, aliando a tradição de uma ao dinamismo da outra. Surgiu então a Bolsa de Mercadorias & Futuros, mantendo a sigla de Mercantil de Futuros. Em 30 de junho de 1997, ocorreu novo acordo operacional, agora com a Bolsa Brasileira de Futuros (BBF), fundada em 1983 e sediada na cidade do Rio de Janeiro, com o objetivo de fortalecer o mercado nacional de commodities, o que consolida a BM&F como o principal centro de negociação de derivativos do Mercosul.
Em abril de 2002, têm início as atividades de clearing de câmbio BM&F (operação de câmbio com compra e venda para pagamento das aquisições na BM&F) e a BM&F adquiriu da Companhia Brasileira de Liquidação e Custódia. Com isso passa a administrar os direitos de gestão e operacionalização das atividades da câmara de compensação e liquidação de operações com títulos públicos, títulos de renda fixa e ativos emitidos por instituições financeiras, e os títulos patrimoniais da Bolsa de Valores do Rio de Janeiro (BVRJ) de seus titulares, bem como os direitos de administração e operacionalização do sistema de negociação de títulos públicos e outros ativos, conhecido como Sisbex. Em 12 de novembro do mesmo ano, a BM&F negociou acordo com a Federação Brasileira de Bancos (Febraban) e com a Central Clearing de Compensação e Liquidação, visando o fim das atividades de registro, compensação e liquidação de operações com títulos públicos e privados de renda fixa desenvolvidas por esta última e a sua consequente centralização das atividades na BM&F. Em consequência, no dia 14 de maio de 2004, foram iniciadas as operações da clearing de Ativos BM&F ampliando sua atuação, para se transformar na principal clearing da América Latina.
Em 29 de agosto de 2002, foi lançada a Bolsa Brasileira de Mercadorias, que reunia, além da BM&F, que lhe presta serviços de compensação e liquidação, as bolsas de mercadorias dos estados de Goiás, Mato Grosso do Sul, Minas Gerais, Paraná e Rio Grande do Sul e da cidade de Uberlândia (MG), transformadas em Centrais Regionais de Operação, com o intuito de formar um grande mercado nacional para as commodities agropecuárias, com mecanismos modernos de formação de preços e sistema organizado de comercialização.

Logo da BM&FBOVESPA

No dia 29 de janeiro de 2004, o Banco Central do Brasil emitiu resolução por meio da qual autorizou as bolsas de mercadorias e futuros a constituir bancos comerciais para atuar no desempenho de funções de liquidante e custodiante central, prestando serviços às bolsas e aos agentes econômicos responsáveis pelas operações nelas realizadas. Assim, a BM&F deu início ao processo de criação do Banco BM&F de Serviços de Liquidação e Custódia. Em 30 de novembro de 2007 a BM&F torna seu capital aberto, registrando um recorde na procura de seus papéis, negociados sob o código BMEF3.SA, com preço inicial de 20 reais por ação e lote padrão de 100 ações. O volume de negócios nos primeiros momentos de negociação foi tão grande que causou uma pane no sistema BOVESPA. Os primeiros negócios foram realizados no valor de 25 reais por ação.
Em 26 de março de 2008 a Bovespa anunciou oficialmente o início do processo de fusão com a BM&F. A Bolsa de Valores, Mercadorias e Futuros, nome da nova instituição que surgiu com a fusão, se tornou uma das maiores do mundo em valor de mercado na época. Em 20 de maio de 2008, o Ibovespa atingiu seu décimo recorde consecutivo, fechando em 73 516 pontos, com um volume de 4,2 bilhões de dólares.

### Fusão entre BM&FBOVESPA e CETIP
| Ano  | Investidores |
| ---- | ------------ |
| 2002 | 85 249       |
| 2003 | 85 478       |
| 2004 | 116 914      |
| 2005 | 155 183      |
| 2006 | 219 634      |
| 2007 | 456 557      |
| 2008 | 536 483      |
| 2009 | 552 364      |
| 2010 | 610 915      |
| 2011 | 583 202      |
| 2012 | 587 165      |
| 2013 | 589 276      |
| 2014 | 564 116      |
| 2015 | 557 109      |
| 2016 | 564 024      |
| 2017 | 619 625      |
| 2018 | 813 291      |
| 2019 | 1 536 216    |
| 2020 | 3 229 318    |
| 2021 | 3 970 384    |

A Central de Custódia e de Liquidação Financeira de Títulos (CETIP S.A.) foi criada em 1984 como um braço operacional da Associação Nacional dos Dirigentes do Mercado Aberto (ANDIMA), sob a forma de sociedade civil brasileira, sem fins lucrativos. Iniciou suas operações em 1986, passando, desde então, a disponibilizar sistemas eletrônicos de custódia, registro de operações e liquidação financeira no mercado de títulos públicos e privados. Participou ativamente do desenvolvimento do mercado financeiro, em estreita ligação com o mercado e os órgãos de regulação, propondo, criando, viabilizando e operacionalizando soluções e sistemas para suporte das operações de seus participantes, desempenhou papel relevante no processo de privatização da empresas públicas e na concepção e operacionalização do Sistema de Pagamentos Brasileiro.

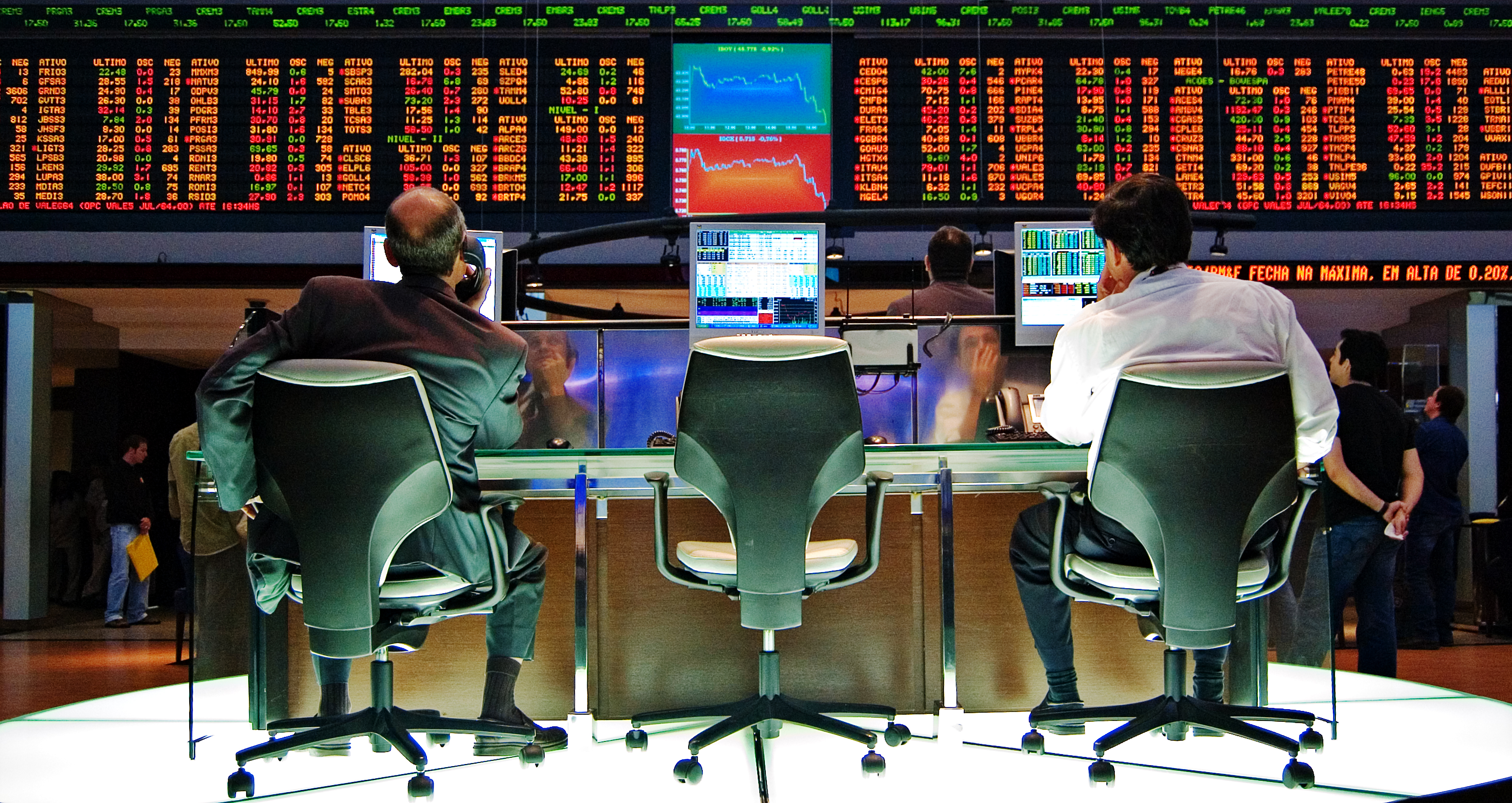
Painel de cotações em 2007

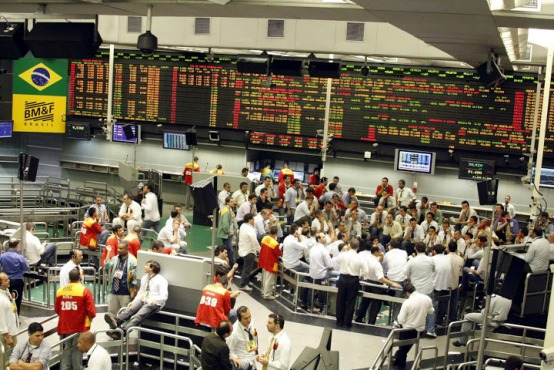
Bovespa em 2009

A CETIP era conhecida por seu ambiente de balcão que, diferentemente do ambiente de bolsa, oferece aos participantes uma maior flexibilidade para o registro da negociação de títulos e valores mobiliários de renda fixa, assim como registrar, custodiar e liquidar títulos públicos estaduais e municipais emitidos após 1992, títulos representativos de dívidas de responsabilidade do Tesouro Nacional, além de todos os créditos securitizados da União, da Dívida Agrícola, dos Títulos da Dívida Agrária e também dos certificados financeiros do Tesouro e principalmente a custódia de Derivativos de balcão. Era a integradora do mercado financeiro, pois oferecia produtos e serviços de registro, custódia, negociação e liquidação de ativos e títulos. Era também a maior depositária de títulos privados de renda fixa da América Latina e a maior câmara de ativos privados do país, com estoque de mais de cinco trilhões de reais, em início de 2015, com movimentação diária de 42,68 bilhões de reais e liquidação financeira de 30,34 bilhões de reais.
Em 2009, a CETIP foi desmutualizada e, em seguida, abriu seu capital, acolhendo a participação da Advent, um fundo de investimento estrangeiro, na sua composição acionária. Em 2010 a empresa adquiriu a GRV Solutions por dois bilhões de reais, praticamente dobrando o seu tamanho. Em 2011 a Cetip deixou de ter a Advent como seu principal acionista, tendo o fundo vendido sua participação para a empresa americana ICE - Intercontinental Exchange, que com 12,4% passa a ser a acionista majoritária da Cetip. Suas atividades eram regulamentadas pela Comissão de Valores Mobiliários (CVM) e a empresa também é fiscalizada pelo Banco Central.
Em 22 de março de 2017, a Comissão de Valores Mobiliários (CVM) e o Conselho Administrativo de Defesa Econômica (CADE) aprovaram a fusão da CETIP com a BM&FBovespa. A empresa passou a ser a quinta maior bolsa de mercado de capitais e financeiro do mundo, com patrimônio de 13 bilhões de dólares.
Em outubro de 2019 a B3 atingiu 1,5 milhão de investidores pessoa física.
Em setembro de 2021, a B3 acumulou quase 4 milhões de usuários cadastrados. Esse crescimento rápido em pouco tempo deve-se a pandemia global do Covid-19, maior popularidade dos conteúdos e influenciadores digitais do nicho financeiro e redução da rentabilidade em investimentos de renda fixa.

## Índices e listagens

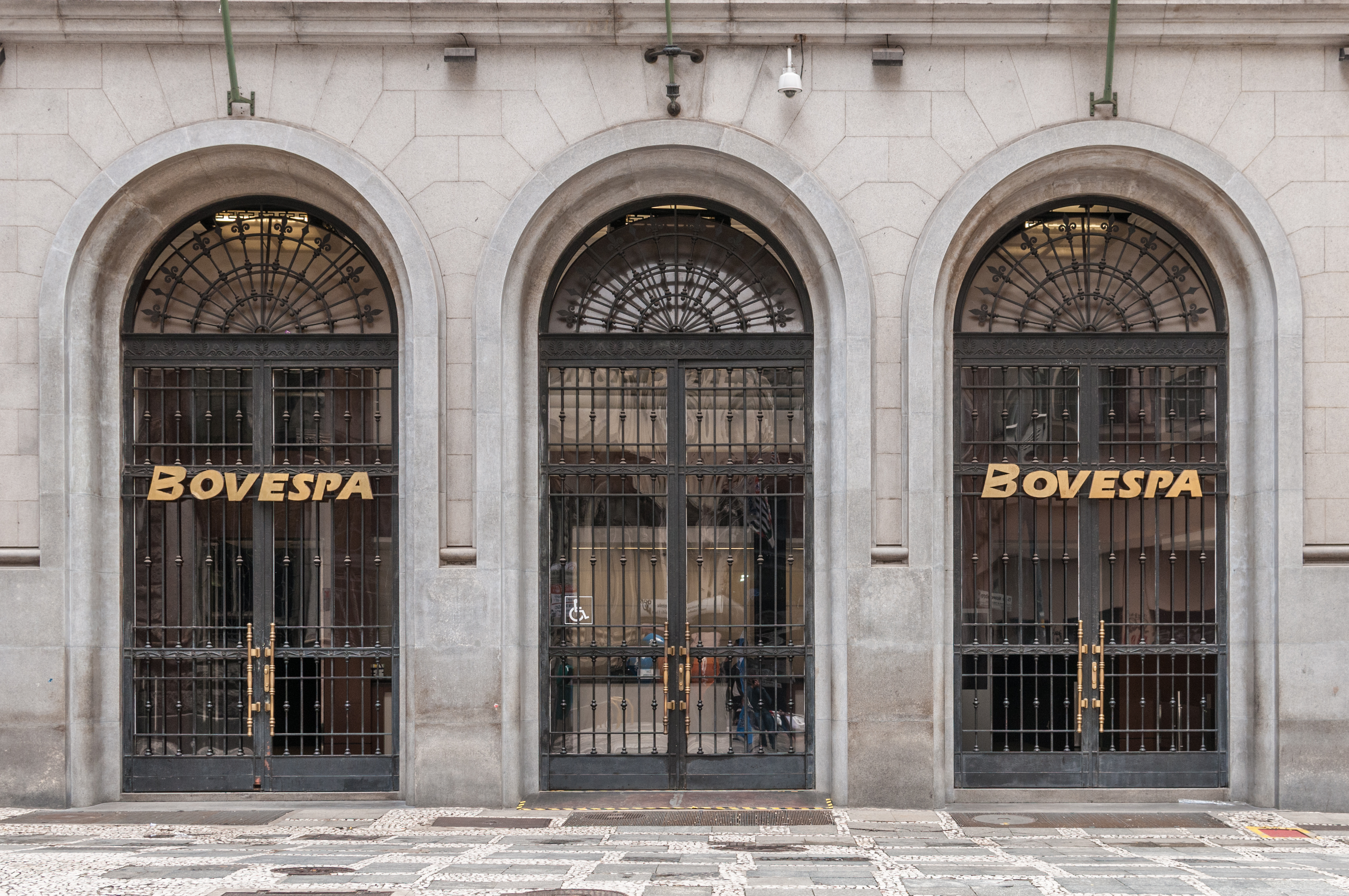
Sede da B3 no centro de São Paulo.

O Novo Mercado da B3 é uma listagem de empresas que possuem práticas de governança corporativa diferenciadas, além das obrigações legais. A entrada de uma companhia no Novo Mercado implica na adesão de um conjunto de regras de "boas práticas de governança corporativa", presentes no Regulamento de Listagem do Novo Mercado, através da assinatura de um contrato. As empresas deste segmento de listagem podem emitir somente ações com direito de voto, conhecidas como ações ordinárias ou ON.

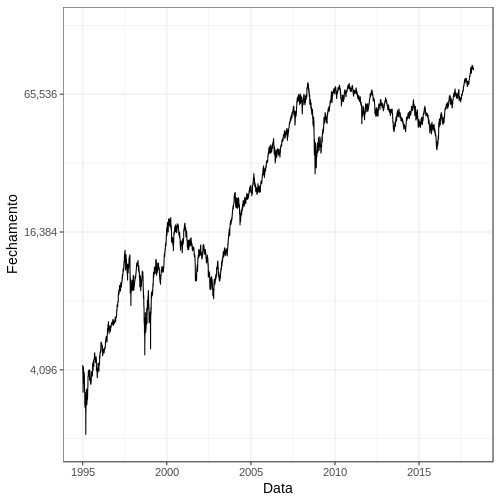
Evolução do índice Ibovespa entre 1994 a 2018.

Apesar do Ibovespa, índice que mede o desempenho das ações de maior liquidez da B3, ser ainda hoje o mais conhecido dos índices calculados, a bolsa possui várias famílias de índices de ações:
| Nome                               | Tipo                       |
| ---------------------------------- | -------------------------- |
| IBOV (Ibovespa)                    | índice amplo               |
| IBXX (IBrX 100)                    | índice amplo               |
| IBXL                               | índice amplo               |
| IBRA                               | índice amplo               |
| ICO2 (carbono eficiente)           | índice de sustentabilidade |
| ISE (sustentabilidade empresarial) | índice de sustentabilidade |
| IGCX                               | índice de governança       |
| ITAG                               | índice de governança       |
| IGNM                               | índice de governança       |
| ICGT                               | índice de governança       |
| ICON (consumo)                     | índice setorial            |
| IEEX (energia elétrica)            | índice setorial            |
| IFNC (financeiro)                  | índice setorial            |
| IMOB (imobiliário)                 | índice setorial            |
| INDX (industrial)                  | índice setorial            |
| IMAT (materiais básicos)           | índice setorial            |
| UTIL (utilidade pública)           | índice setorial            |
| IDIV (dividendos)                  | índice de segmentos        |
| MLCX                               | índice de segmentos        |
| SMLL (small caps)                  | índice de segmentos        |
| IVBX2                              | índice de segmentos        |
| IFIX (fundos imobiliários)         | outro índice               |
| BDRX (BDRs não patrocinados)       | outro índice               |

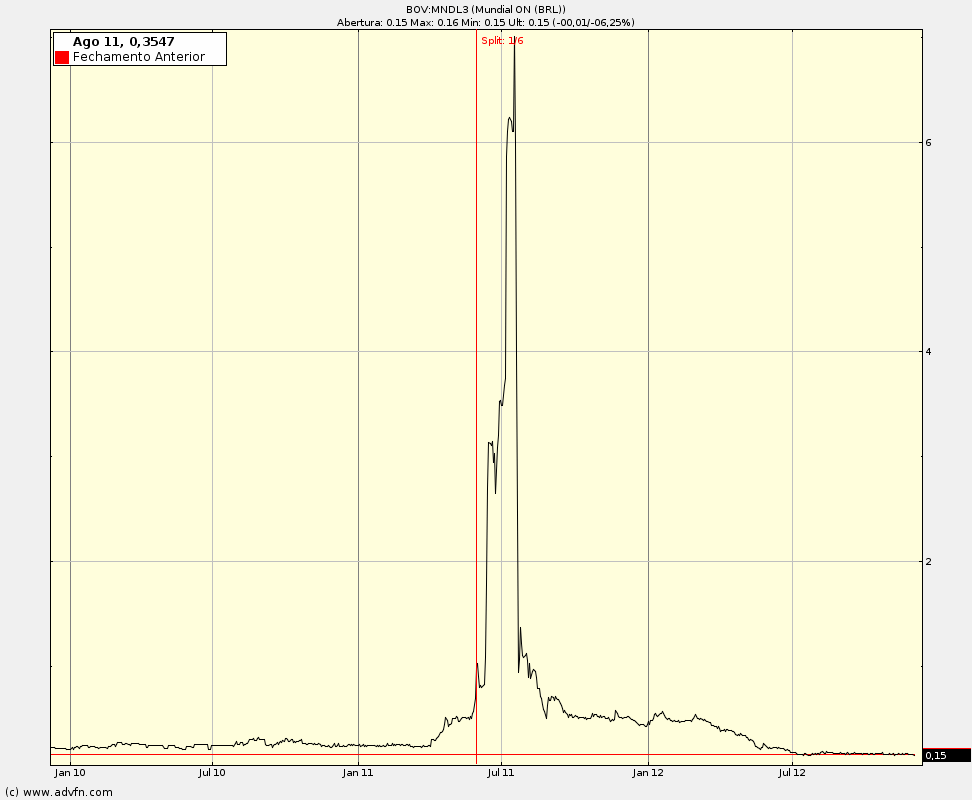
Gráfico da Mundial S.A. no período de dezembro de 2009 a dezembro de 2012.

E alterando irregularmente a variação dos índices e o valor das companhias listadas, a B3 foi alvo de especulação financeira em situações tais quais:
- Laep Investments — uma companhia que fora negociada na Bolsa de Valores sob o código MILK11 (posteriormente MILK33[31]), teve seus negócios bloqueados pela CVM após diversos processos administrativos e judiciais. Entre 2007 e 2015, as ações da empresa caíram 99,9%, sendo o maior prejuízo do mercado financeiro brasileiro, segundo o Ministério Público Federal.[32][33]
- Bolha do alicate — entre fevereiro de julho de 2011, as ações da Mundial S.A., negociadas sob o código MNDL3, valorizaram em 2 950% comparado com fevereiro do mesmo ano. No mesmo período o índice Ibovespa caiu 13%. Um relatório da Polícia Federal relatou um plano de manipulação das ações da Mundial nascido ao final de 2010. O fenômeno ficou conhecido como "bolha do alicate".[34] O empresário Eike Batista, investigado pela Comissão de Valores Mobiliários (CVM) por manipulações de preços ações, também foi acusado ainda de usufruir de informação privilegiada ao operar na bolsa. O advogado do empresário negou o uso de tais informações.[35][36]